# Хилверсюм

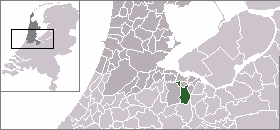
Расположение общины Хилверсюм на карте Нидерландов

Хи́лверсюм (нидерл. Hilversum, МФА: [ˈɦɪlvərsʏm]) — община и город в Нидерландах, на востоке провинции Северная Голландия, в местности Эт-Хой (нидерл. Het Gooi). На территории общины находится первая телевизионная станция страны — Nederland 1.

## Географическое положение
Хилверсюм лежит в песчаной, холмистой части Эт-Хой, среди вересковых пустошей. Станция Хильверсюм расположена на железнодорожной ветке Амстердам — аэропорт Схипхол — Амерсфорт, от которой здесь ответвляется ветка на Утрехт. Кроме центральной станции (нидерл. Hilversum (Centraal)), в черте города расположены также платформы Хилверсюм Медиапарк (нидерл. Hilversum Media Park) и Хилверсюм Спортпарк (нидерл. Hilversum Sportpark). Город лежит вблизи пересечения Эмнес (нидерл. Eemnes) автострад А1 и А27.
Хилверсюм состоит из 15 районов: Centrum, Trompenberg, Boomberg, Nimrodpark, Hilversum-Noord (часто просто называется «За железной дорогой» и включает De Lieberg, Erfgooiersbuurt, Wetenschapsbuurt, Astronomische buurt), de Kerkelanden/Zeverijn, Hilversum-Zuid, Bloemenbuurt, de Schrijversbuurt, de Schildersbuurt, de Indische buurt, De Hoorneboeg, Crailo, Van Riebeeckkwartier и Hilversumse Meent. На юго-западе находятся (озерный) порт и аэродром, около него бывшая тренировочная база Военно-Морского флота, сейчас переданная медицинским войскам.

## Транспорт
Город связан прямым железнодорожным сообщением с Амстердамом, Утрехтом, Амерсфортом и Альмере. Так же есть прямое железнодорожное сообщение с аэропортом Схипхол.
Автобусное сообщение — три местных маршрута, а также около 10 междугородних, связывающих Хильверсюм с Амстердамом, Утрехтом, Амерсфортом Альмере и другими близлежащими городами.

## Городской герб
На гербе Хилверсюма изображены четыре золотых гречишных зерна на синем фоне. Самая старая из известных версий герба содержала также корону в верхней части, но в 1817 году корона была официально изъята из герба. Происхождение герба неизвестно, но уже в XVII веке он использовался. Уже в XVI веке гречиха была одной из важнейших культур в окрестностях Хилверсюма.

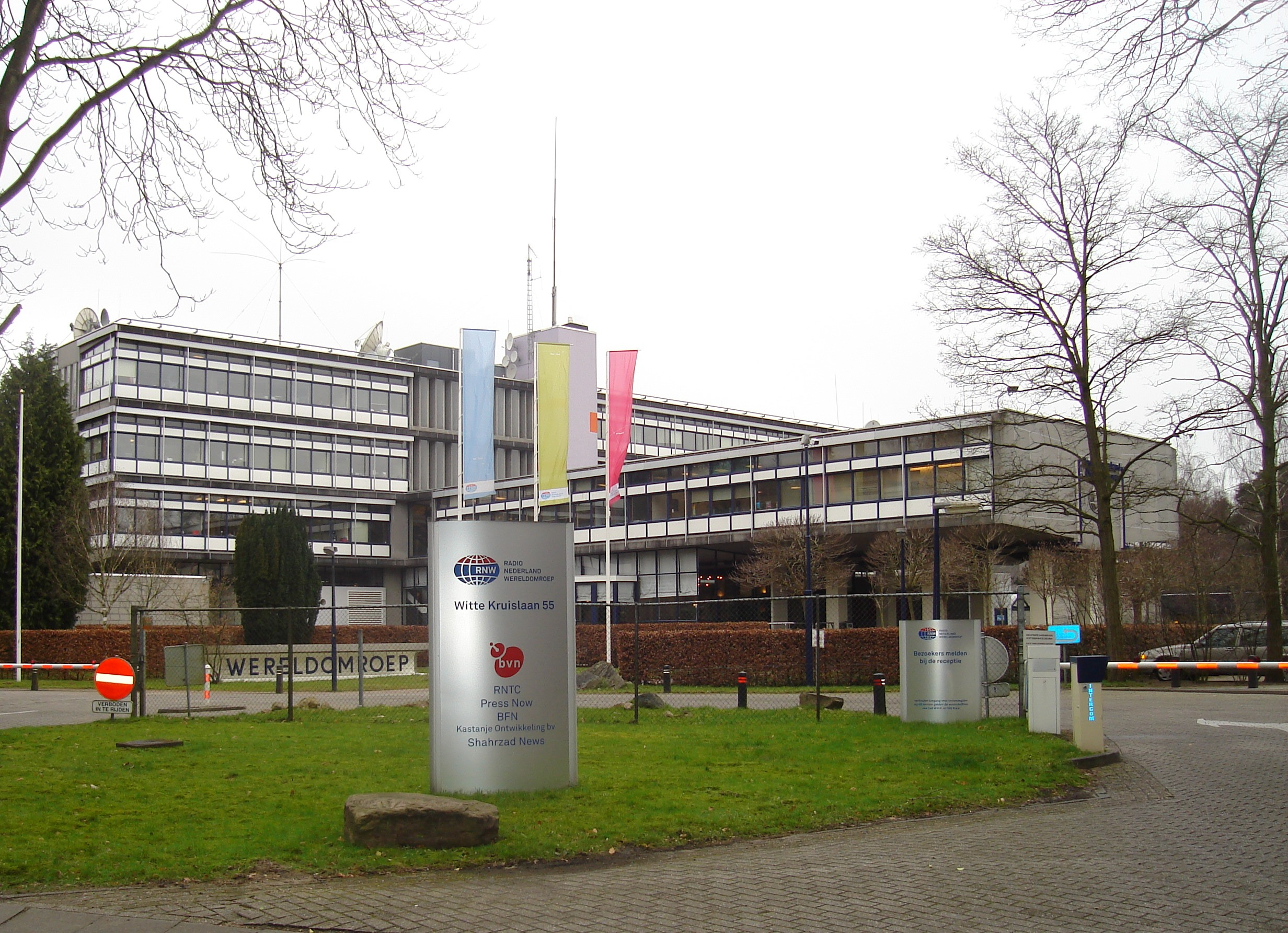
Хилверсюм, здание Международного Радио Нидерландов

## Персоналии
- Регги де Йонг (р. 1964) — голландская пловчиха, призёр Олимпийских игр 1980 года.
- Лидт, Эрланд ван (1953—1987) — американский актёр.
- Ойл, Йоп ден (1919—1987) — нидерландский политик, премьер-министр Нидерландов с 11 мая 1973 года по 19 декабря 1977 года, руководитель Партии труда в 1966-86 годах.
- Хичтум, Нинке ван (1860—1939) — нидерландская детская писательница.
- Шарон ден Адель (р. 1974) и Роберт Вестерхольт (р. 1975) — вокалистка и гитарист симфоник-метал группы «Within Temptation».